# 8 cm Luftminenwerfer M15
Le 8 cm Luftminenwerfer M15 était un mortier de tranchée léger utilisé par l'Autriche-Hongrie pendant la Première Guerre mondiale. Les vingt premiers mortiers furent conçus dans les ateliers de la 58e division d'Infanterie. La production a ensuite été confiée à Vereinigte Elektrische Maschinen AG à Budapest. Le système utilisé pour tirer est appelé le système Roka-Halasz et fonctionne grâce à la pression de l'air dans la chambre du mortier. Plus la pression est forte, plus le projectile sera envoyé loin. L'engin peut être transporté dans un sac ; son poids est de 20 kg plus 10 kg pour le réservoir d'air comprimé qui permet de tirer environ 16 projectiles de 1,5 kg.
Une variante lourde de calibre 150 mm entre en service en 1915 : elle est appelée 15 cm Luftminenwerfer M. 16 pour éviter la confusion avec une autre pièce de même calibre.  